# Actian
Actian é uma empresa de software americana com sede em Sunnyvale, Califórnia, que fornece software, produtos e serviços relacionados a análises . A empresa vende software e tecnologia de banco de dados, sistemas de engenharia em nuvem e soluções de integração de dados .
Após um período de mudanças e nome e aquisições, incluindo VectorWise BV, Versant, Pervasive e ParAccel, a Actian surgiu como uma empresa multinacional de software.

## Linha do tempo
- 1980: Relational Technology, Inc. foi fundada para comercializar o Ingres (desenvolvido na UC Berkeley).
- 1988: A RTI tornou-se pública, levantando $ 28 milhões em seu IPO.
- 1989: Mudou o nome para Ingres Corporation.
- 1990: ASK Computer Systems adquire a Ingres Corporation.
- 1994: Computer Associates (CA) adquire o Grupo ASK.
- 2005: A Ingres Corporation saiu da CA, com a empresa de private equity Garnett & Helfrich Capital como maior acionista.
- 2010: Ingres adquire a VectorWise.
- 2011: Mudou o nome para Actian.
- 2012: A Actian adquire a Versant Corporation.
- 2013: A Actian adquire a Pervasive Software e ParAccel.
- 2018: A Actian foi adquirida pela HCL Technologies e pela Sumeru Equity Partners por US$ 330 milhões.[2]
- 2021: A HCL Technologies tornou-se a única proprietária da Actian.

## História

### Ingres
O banco de dados Ingres foi desenvolvido na Universidade da Califórnia, Berkeley como um projeto open-source, com distribuições do seu código sendo vendidas para diversas empresas, que utilizaram seu código como base para outros projeto de sistemas de bancos de dados.
A Relational Technology, Incorporated (RTI), foi fundada em 1980 por Michael Stonebraker e Eugene Wong e pelo professor Lawrence A. Rowe para comercializar o Ingres. No final da década de 1980, a RTI tinha concorrência no mercado de sistemas de gerenciamento de banco de dados (DBMS), incluindo Oracle Corporation (que começou com o nome semelhante Relational Software Incorporated), Informix Corporation e Sybase, mas era uma das maiores empresas de DBMS.
A RTI foi renomeada como Ingres Corporation no final de 1989, e adquirida pela AKS Computer Systems em 1990.

### Relação com Computer Associates
A Computer Associates (CA) adquiriu o ASK Group em 1994. Apesar de uma base de clientes leais, a CA não conseguiu desenvolver muito mais a tecnologia, nem obter sucesso comercial.
A Ingres Corporation divergiu da CA como uma empresa privada em novembro de 2005, com a empresa de private equity Garnett & Helfrich Capital como principal acionista. Terry Garnett atuou como executivo-chefe interino e a CA manteve uma participação de 25%. Em julho de 2006, Roger Burkhardt tornou-se presidente. Ele promoveu o software de código aberto e ajudou a formar o Open Source for America em 2009.
A Ingres anunciou que havia adquirido a empresa VectorWise B.V. em 2010, desenvolvedora do banco de dados analítico homônimo, que surgiu do CWI ( Instituto Nacional Holandês de Pesquisa em Matemática e Ciência da Computação) em 2008. Em novembro de 2010, a Garnett & Helfrich Capital adquiriu os últimos 20% do capital da Ingres Corporation que ainda não possuía. Em julho de 2011, Steve Shine tornou-se CEO.

### Actian
Em setembro de 2011, a Ingres mudou seu nome para Actian, usando a frase de marketing "aplicativos de ação". O CEO Steve Shine disse que o novo foco seria em vendas de baixo custo para sua plataforma de ação em nuvem.
Em fevereiro de 2014, a Forbes.com listou o Actian em 5º lugar em seu "Top 10 Big Data Pure-Plays 2014", citando $ 138 milhões em receita do Actian em 2013.
Em agosto de 2016, foi relatado que a Actian havia eliminado gradualmente seus produtos promovidos para big data, incluindo a antiga tecnologia ParAccel, que havia sido renomeado para Actian Matrix. Em 1º de novembro de 2016, Shine foi substituído como presidente-executivo por Rohit De Souza. Um novo diretor financeiro e presidente executivo também foram nomeados.
Em abril de 2017, vários produtos foram renomeados, incluindo a combinação do Ingres e Vector em um único produto, Actian X, uma banco de dados híbrido (HTAP) com novos recursos.
A Actian lançou um produto chamado Avalanche em março de 2019 para uso na nuvem Amazon Web Services (AWS). Trata-se de uma plataforma de dados em nuvem, inicialmente focada em data warehousing e integração de dados.

## Aquisições

### VectorWise BV
O Vectorwise se originou do projeto de pesquisa X100 realizado no Centrum Wiskunde & Informatica (CWI, Instituto Nacional de Pesquisa em Matemática e Ciência da Computação da Holanda) entre 2003 e 2008. Foi desmembrada como uma empresa em 2008 e adquirida pela Ingres Corporation em 2011. Foi lançado como um produto comercial em junho de 2010, inicialmente para plataforma Linux de 64 bits e posteriormente também para Windows.

### Versant Corporation
A Versant Corporation era uma empresa de software com sede nos Estados Unidos que criava sistemas especializados de gerenciamento de dados NoSQL. No final de 2012, após rejeitar uma oferta da Unicom Systems, a Versant anunciou que concordou em ser adquirida pela Actian, promovida usando o termo big data. Fechou em dezembro de 2012 por cerca de US $ 37 milhões.

### ParAccel, Inc.
A ParAccel era uma empresa de software com sede na Califórnia que desenvolveu um sistema de gerenciamento de banco de dados projetado para fornecer análises avançadas para inteligência de negócios. Foi adquirido pela Actian em abril de 2013. Os analistas esperavam que a Actian comercializasse o ParAccel para bancos de dados maiores e o VectorWise para aplicativos de tamanho moderado.

### Pervasive Software
A Pervasive Software era uma desenvolvedora de software, incluindo sistemas de gerenciamento de banco de dados (SGBD) e ferramentas de extração, transformação e carregamento (ETL). O SGBD relacional Pervasive PSQL era seu principal produto.
Em dezembro de 2003, a Pervasive adquiriu a Data Junction Corporation, empresa privada com sede também em Austin, que produzia ferramentas de integração de dados e aplicativos, renomeada como Pervasive Data Integrator e posteriormente DataConnect, por cerca de US$ 51,7 milhões em dinheiro e ações.
Em 2013, a Pervasive Software foi adquirida pela Actian Corporation por US$ 161,9 milhões, um aumento de uma oferta inicial de US$ 154 milhões.

## Produtos e serviços

### Plataforma de dados em nuvem Avalanche
Avalanche é uma plataforma de dados em nuvem totalmente gerenciada para análise operacional de alto desempenho disponível no Google Cloud Platform, Microsoft Azure e AWS.
Ele oferece um serviço de armazenamento de dados em nuvem híbrida totalmente gerenciado, projetado desde o início para oferecer alto desempenho em escala na infraestrutura de commodities (executando em Kubernetes ), usando o Vector como o principal mecanismo de banco de dados (um RDBMS vetorizado, MPP, totalmente compatível com ANSI SQL). Ele também oferece recursos nativos de integração de dados, com base em uma versão em nuvem integrada do DataConnect, e recursos básicos de visualização de dados.
É comercializado como um serviço de dados em nuvem sem DBA que pode ser usado diretamente por analistas de negócios, engenheiros de dados, cientistas de dados ou usuários avançados para extrair centenas de terabytes de dados díspares e diversos em um único armazenamento de dados em nuvem, executar sub- segundas consultas e análises avançadas e, em seguida, visualize e gere relatórios, aproveitando as ferramentas mais populares por meio de menus de fácil navegação.

### Vector
O Actian Vector (anteriormente conhecido como Vectorwise ou VectorWise) é um sistema de gerenciamento de banco de dados relacional SQL projetado para alto desempenho em aplicativos de banco de dados analíticos.
Posteriormente o nome do produto foi encurtado para "Vector", além de terem lançado uma versão clusterizada utilizando o Hadoop, chamada Vortex. O Actian Vortex foi posteriormente renomeado para Actian Vector no Hadoop, mais tarde se tornando o motor de banco de dados utilizado no Avalanche para Data Warehousing.

### Ingres e Actian X
Ingres é um sistema proprietário de gerenciamento de banco de dados relacional, sendo por muitos anos o principal produto da empresa.
Em 18 de abril de 2017, o Actian X foi anunciado como o primeiro banco de dados híbrido integrado nativamente, projetado para gerenciar cargas de trabalho de dados transacionais, analíticas e híbridas a partir de um único banco de dados. Trata-se da fusão do Ingres com o motor X100 do Vector em um único produto.
O Actian X combina os recursos e capacidades do Ingres e Vector, incluindo armazenamento baseado em colunas, processamento de vetores, paralelismo multi-core (e muito mais).

### Zen (PSQL)
Actian Zen (PSQL) (anteriormente Btrieve, posteriormente denominado Pervasive PSQL até a versão 13) é um moderno banco de dados com suporte à transações ACID, zero-DBA, nano-footprint, multi-modelo e multi-plataforma, podendo ser embarcado em dispositivos Raspberry PI e Windows Embedded. Possuímos diversas versões, com modelos flexíveis de licenciamento e custos acessíveis, além de muitos cases de sucesso em diversas industrias. Footprint de 7MB até 200MB na versão enterprise.